# Thynnichthys
Thynnichthys és un gènere de peixos de la família dels ciprínids i de l'ordre dels cipriniformes.

## Taxonomia
- Thynnichthys cochinensis (Günther, 1876)
- Thynnichthys polylepis (Bleeker, 1860)[2]
- Thynnichthys sandkhol (Sykes, 1839)[3]
- Thynnichthys thynnoides (Bleeker, 1852)[4]
- Thynnichthys vaillanti (Weber & de Beaufort, 1916)[5][6][7][8][9]